# Idiocera nigrilobata
Idiocera nigrilobata là một loài ruồi trong họ Limoniidae. Chúng phân bố ở miền Cổ bắc.